# Manzini
 (octobre 2019).
Si vous disposez d'ouvrages ou d'articles de référence ou si vous connaissez des sites web de qualité traitant du thème abordé ici, merci de compléter l'article en donnant les références utiles à sa vérifiabilité et en les liant à la section « Notes et références ».
Pour les articles homonymes, voir Manzini (homonymie).
Manzini  (anciennement connue sous le nom de Bremersdorp) est une ville commerciale de l'Eswatini  (anciennement connu sous le nom de Swaziland) . Elle est le centre industriel principal du pays et la capitale du district de Manzini. De plus c'est la plus grande ville du pays (78 000 habitants).[réf. nécessaire]
En 1890, la ville était un poste colonial britannique, mais elle a été détruite lors de la seconde guerre des Boers, lorsque le centre administratif fut transféré à Mbabane. Manzini est le deuxième centre urbain du pays après Mbabane.
L'aéroport Matsapha se trouve près de la ville. Le site industriel principal d'Eswatini à Matsapha est situé près de la frontière ouest de la ville.

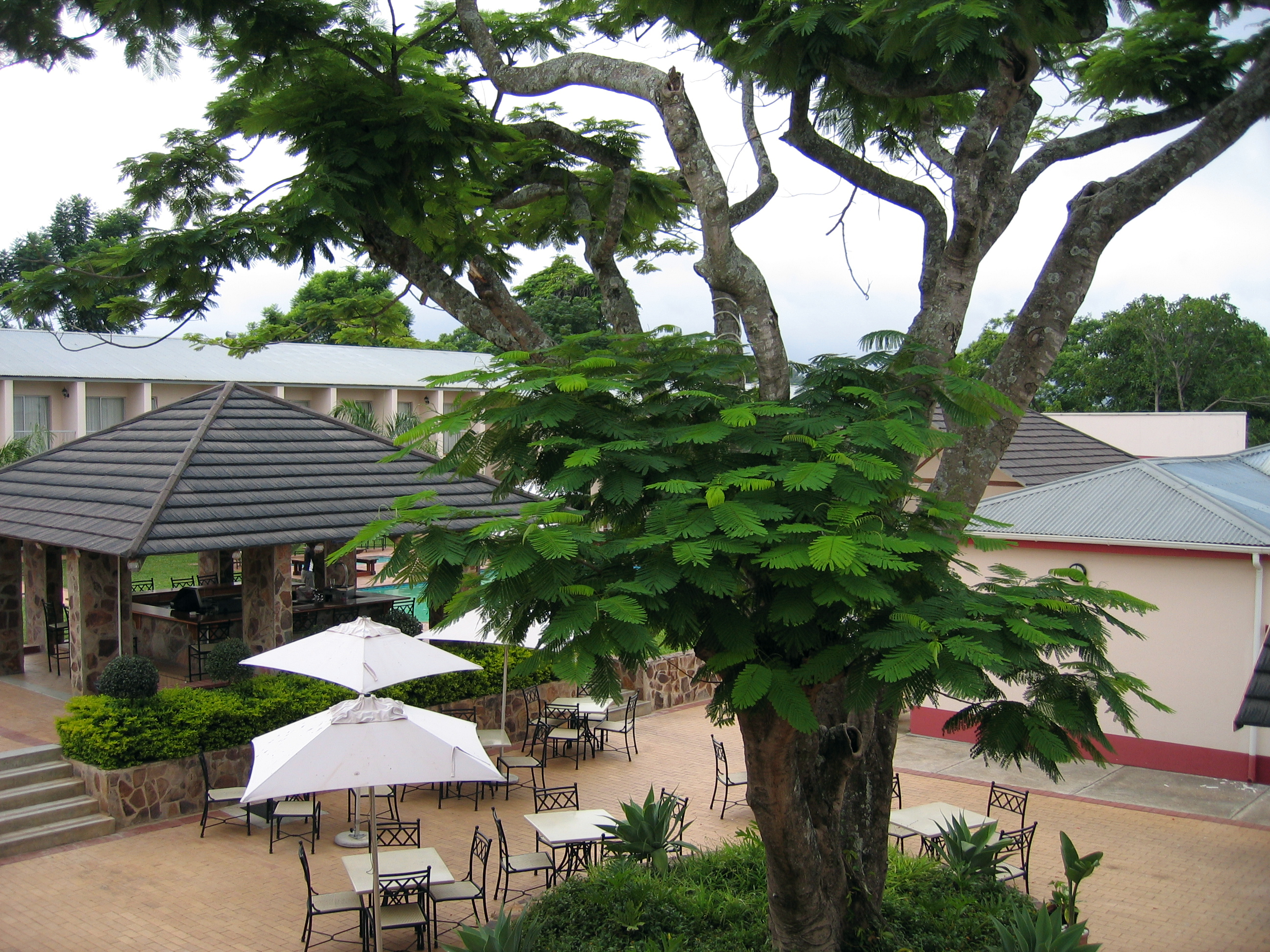
Ex Tum's George Hotel à Manzini

## Évêché
- Diocèse catholique de Manzini (en)
- Cathédrale de Manzini

## Personnalités
- Anna Jochemsen (1985-), skieuse handisport néerlandaise, née à Manzini.